# Destiny Watford
Destiny Watford  es una activista medioambiental estadounidense. Ganó el Premio Medioambiental Goldman en 2016. Fue nombrada una «Mujer Essence Work 100».

## Biografía
Watford se crio en Curtis Bay, Maryland, en un área con una contaminación atmosférica significativa. Mientras estaba en la escuela secundaria, comenzó una campaña de defensa contra un proyecto de incineración que había sido aprobado por la ciudad y el estado y que podía quemar 4000 toneladas de desechos por día. Durante cuatro años, dirigió la promoción con otros estudiantes de la escuela secundaria Benjamin Franklin en base a preocupaciones sobre los impactos en la salud de una mayor contaminación del aire en el área, incluida la prevalencia del asma ya experimentada en la comunidad local. Su trabajo incluyó la investigación sobre el uso de la tierra y las políticas de zonificación, así como la presión a funcionarios escolares y gubernamentales. En 2016, el Departamento de Medio Ambiente de Maryland canceló el proyecto del incinerador.
Estudió en la Universidad de Towson. En 2018, se presentó en el Facing Race Conference. A los 16 años, cofundó el grupo de defensa Free Your Voice, que ahora forma parte de la organización de derechos humanos United Workers.